# Mountainburg, Arkansas
Mountainburg là một thành phố thuộc quận Crawford, tiểu bang Arkansas, Hoa Kỳ. Năm 2010, dân số của thành phố này là 631 người.

## Dân số
- Dân số năm 2000: 682 người.
- Dân số năm 2010: 631 người.